# Secrétariat d'État aux Télécommunications et aux Infrastructures numériques
Le secrétariat d'État aux Télécommunications et aux Infrastructures numériques (en espagnol : Secretaría de Estado de Telecomunicaciones e Infraestructuras Digitales) est le secrétariat d'État chargé des télécommunications et du développement des réseaux.
Il relève du ministère de la Transformation numérique et de la Fonction publique.

## Missions

### Fonctions
Le secrétariat d'État aux Télécommunications et aux Infrastructures numériques est l'organe supérieur du ministère de la Transformation numérique auquel il revient de proposer et mettre en œuvre la politique gouvernementale en matière d'impulsion du secteur des télécommunications et des services de communication audiovisuelle, de déploiement des infrastructures et services garantissant la connectivité des citoyens et des entreprises, et d'impulsion de la productivité et de la croissance économique.
Il est chargé des fonctions de développement et régulation du secteur des télécommunications et des services de communication audiovisuelle, de l'interlocution avec les secteurs professionnels, industriels et académiques ainsi que de la coordination ou de la coopération interministérielle et avec les autres administrations publiques dans ces matières, sans porter préjudice aux compétences attribuées au ministère de la Culture et à la Commission nationale des marchés et de la concurrence (CNMC).

### Organisation
Le secrétariat d’État s'organise de la manière suivante : 
- Secrétariat d'État aux Télécommunications et aux Infrastructures numériques (Secretaría de Estado de Telecomunicaciones e Infraestructuras Digitales) ;
  - Secrétariat général des Télécommunications et de la Réglementation des services de communication audiovisuelle ;
    - Sous-direction générale de la Réglementation des télécommunications ;
    - Sous-direction générale des Opérateurs de télécommunications et des Infrastructures numériques ;
    - Sous-direction générale de la Planification et de la Gestion du spectre radioélectrique ;
    - Sous-direction générale de l'Inspection des télécommunications et des Infrastructures numériques ;
    - Sous-direction générale des Services aux usagers des télécommunications et des services numériques ;
    - Sous-direction générale de la Réglementation des services de communication audiovisuelle ;
    - Sous-direction générale de l'Intégrité des télécommunications ;

  - Sous-direction générale de la Coordination et de l'Exécution des programmes.

## Titulaires
| Titulaire | Titulaire               | Début      | Fin         | Parti | Ministre                        |
| --------- | ----------------------- | ---------- | ----------- | ----- | ------------------------------- |
|           | Roberto Sánchez Sánchez | 15/01/2020 | 05/10/2022  | Sans  | Nadia Calviño                   |
|           | María González Veracruz | 05/10/2022 | 25/09/2024  | PSOE  | Nadia Calviño José Luis Escrivá |
|           | Antonio Hernando Vera   | 25/09/2024 | En fonction | PSOE  | Óscar López Águeda              |